# Война на тримата Анри
Войната на тримата Анри (на френски: La guerre des Trois Henri) се нарича осмият конфликт от Френските религиозни войни от 1585 до 1589 г. Името идва от факта, че в нея участват тримата най-важни политици в този момент, които се наричат Анри:
- Крал Анри III, поддържан от верните на короната хугеноти и католици (те се наричат „политици“ и поставят интересите на държавата над тези на религията си; искат силна монархия, която да потисне и приключи религиозните войни)
- Наварският крал Анри, наследник на престола и водач на хугенотите; той се ползва от подкрепата на Англия и германските протестантски принцове;
- Анри дьо Гиз, лидер на католиците, подпомаган и финансиран от Испания.

## Предистория
Френските религиозни войни започват през 1562 г. като противопоставяне между три силни аристократични групировки – хугенотите начело с адмирал дьо Колини, принц Конде и наварския крал Антоан дьо Бурбон; католиците начело с херцозите на Гиз (в началото е Франсоа дьо Гиз) и друга католическа партия, ръководена от Ан дьо Монтморанси. Постепенно тройното противопоставяне се свежда до религиозен сблъсък между хугеноти и католици, с военно надмощие на католиците.
Хугенотите остават съсредоточени в южните части на страната, където разполагат с няколко крепости, включително важното пристанище Ла Рошел. Въпреки бруталното избиване на хугеноти по време на Вартоломеевата нощ (1572), те не са победени. При тези събития Анри дьо Навар (син на Антоан дьо Бурбон) е принуден да приеме католицизма, за да спаси живота си, но по-късно се връща към протестантството.
През 1574 г. крал става Анри ІІІ, който няма деца. С оглед неминуемия край на династията Валоа борбата още повече се ожесточава, защото всяка партия иска да постави свой човек на трона. Наварският крал е законен престолонаследник, но през 1585 г. католиците успяват да принудят краля да признае правата на кардинал дьо Бурбон, брат на Анри дьо Гиз. Гиз вече е подновил Католическата лига и е сключил с испанския крал Фелипе ІІ съюзен договор. По негово настояване правителството анулира всички досегашни отстъпки към хугенотите и не оставя друга възможност пред тях – те трябва да се бият за правата си.

## Военни действия
Началото на военните действия (през 1585 и 1586 г.) е неблагоприятно за хугенотите, чието влияние на север и изток е почти унищожено. Анри Наварски организира партизанска война, за да си върне позициите, но с минимален успех. През лятото но 1587 г. той разполага с две армии – едната начело с него в Поату и втора от германски наемници, платени от Англия. На 20 октомври той пресреща кралската армия, начело с фаворита Ан дьо Жоайоз и ѝ нанася тежко поражение при Курта, близо до Бордо. В тази битка Жоайоз загива. Месец по-късно обаче Гиз спира германците с голяма победа при Ано. Докато се връща, той е приветстван като крал, докато законният владетел изгубва контрол върху събитията. Благоприятно за каузата на католиците е това, че в същото време Великата армада тръгва срещу Англия – първо, защото това блокира евентуална английска намеса и второ, защото те се надяват, че рухването на островната държава ще доведе и тяхната борба до успешен край. През май 1588 г. Гиз наближава Париж. Опитът на Анри ІІІ да го задържи извън столицата се проваля, тъй като населението излиза по улиците, издига барикади (12 май) и го прогонва в Шартър. Така столицата остава под контрола на местното население, което установява свои собствени управленски органи, начело с Парижкия парламент. Тяхната „комуна“ трае близо пет години и не се подчинява напълно дори на Католическата лига..
През юли Анри ІІІ се опитва с нов жест да се помири с Гиз: той го издига в чин генерал-лейтенант и отново признава брат му за наследник на трона. През октомври той свиква в Блоа Генерални щати, за да получи пари, но е изправен пред сериозни обвинения. Щатите настояват да се справи с Гизите без повече отлагане. Тогава кралят предлага на Анри дьо Гиз да се срещнат в замъка в Блоа и да се разберат. Още с пристигането на 23 декември 1588 г. херцогът е нападнат и убит от хората на краля. По-късно щастливият Анри ІІІ заявява: „Вече съм крал на Франция, тъй като убих краля на Париж.“ На следващия ден по същия начин загива друг от братята Гиз – Луи, кардинал на Лотарингия. Кардинал дьо Бурбон е арестуван и прехвърлян от затвор в затвор до смъртта си. Отчаяните действия на властта не водят до решение на насъбраните проблеми. Контролът над лигата минав в Шарл дьо Майен, друг брат на убития Гиз. А градовете на лигата започват един по един да въстават против краля, обвинявайки го, че иска да даде властта на хугенотите. Пръв е Париж: неговите граждани обявяват, че след подобно подло деяние Анри ІІІ се е делегитимирал и повече не му дължат вярност.
Франция бързо се разделя на две – сфера на католиците (главно на изток и север) и сфера на хугенотите (на юг и запад). Под контрола на Анри ІІІ остават само няколко града по течението на Лоара. В отчаянието си той решава да се обедини с наварския крал, отчитайки католиците като по-голяма опасност. В началото на лятото през 1589 г. хугенотите и кралските сили подготвят атака срещу Париж, но на 2 август Анри ІІІ пада убит при покушение. Извършител е фанатичният монах-доминиканец Жак Клеман, който е получил обещание за постъпката си да бъде канонизиран за светец. С това събитие военните действия не спират, но условно се приема, че то е край на Войната на тримата Анри.

## Резултати
С убийството на последния Валоа католиците осигуряват законното право на техния най-голям враг Анри Наварски да наследи престола. Те признават за крал кардинал Шарл дьо Бурбон и го назовават Шарл Х. Макар че той е още затворник, Парижкият парламент признава този акт. През 1590 г. обаче кардиналът умира и лишава католиците от законни основания да претендират за властта. От това се възползва Фелипе ІІ, който изпраща армиите си във Франция, за да я сведе до свой послушен сателит. Средните класи, които са патриотично настроени, започват да разбират, че въпросът вече не е за религията, а за независимостта на страната и постепенно подкрепят новия крал. През 1593 г. Анри ІV влиза в Париж, приемайки за втори път католицизма, а през май 1598 г. войните приключват с мирния договор от Вервен. Месец преди това Анри издава прочутия Нантски едикт, с който прави опит да помири разделеното френско общество.